# Таваџ
Таваџ, Таваз или Тавваз (средњеперсијски: Тузаг; новоперсијски: توت) био је средњовековни град у Фарсу (Парс) у модерном Ирану, смештен југозападно од Шираза.

## Опис
Таваџ се налазио на или близу реке Шапур у региону Фарс, око 65 km (40 mi) од обале Персијског залива. Његова локација није утврђена. Повезује се са градом Таокеом који спомиње класични грчки историчар Аријан, а који се налазио на обали реке Гранис и близу персијске краљевске резиденције. Међутим, такође је повезан са ахеменидским налазиштем Тамукан; налаз срушеног ахеменидског бастиона у близини Боразџана иде у прилог овој теорији. Према средњеперсијском тексту из географије Шахрестаниха и Ераншахр, град (назван Тузаг) је основала  краљица Кајанида Хумај Чехрзад, ћерка краља Кај Бахмана, који је идентификована са петим ахеменидским владарем Артаксерксом I (в. 465–424. п. н. е.) .
Током сасанидског и раног исламског периода служио је као важно трговачко средиште. Заузела га је и од њега створила војни гарнизон арапска муслиманска војска којом су командовали браћа Ел Хакам и Осман ибн Аби ел Ас у  640. године. Таваџ је након тога постао седиште Османа током његових војних похода против Сасанида у Фарсу. У том граду је изграђена џамија  која датира из тог периода, али коју је за живота персијског географа Хамдале Муставфија (1281–1349) потпуно уништена.
Персијски географ из 10. века  Истахри описује Таваџ град смештен у низинској клисури са бројним времешним палмама, са знатно врућом климом и по величини близу града у провинцији Фарс по имену Араџан. То је било главно трговачко средиште, добро познато по златним везом тканим теписима. Он извештава да су град населили Арапи из Сирије које је довео владар Бујда Адуд ел Давла (в. 949–983). До 12. века већи део града је пропао, а до 14. века је био у потпуно у рушевинама.